# Championnat de Birmanie de football 2012
Navigation
Saison précédente Saison suivante
Le Championnat de Birmanie de football 2012 est la cinquième édition de la Myanmar National League. Les quatorze meilleurs clubs du pays sont regroupés au sein d'une poule unique où ils s'affrontent deux fois, à domicile et à l'extérieur. Avec l’instauration cette saison d’un championnat de deuxième division et pour permettre le passage du championnat à 12 équipes, les deux derniers du classement final sont relégués en MNL-2.
C'est le club de Yangon United, tenant du titre, qui est à nouveau sacré cette saison après avoir terminé en tête du classement final, avec un seul point d’avance sur Kanbawza FC et quatre sur Yadanarbon FC. C'est le second titre de champion de Birmanie de l'histoire du club.

## Qualifications continentales
Le champion de Birmanie et le vainqueur de la Coupe de Birmanie se qualifient pour la Coupe de l'AFC 2013.

## Les clubs participants
| - Yadanarbon FC - Yangon United - Magwe FC - Kanbawza FC - Zwekapin United - Nay Pyi Taw FC - Chin United - Nouveau club en MNL | - Zayar Shwe Myay FC - Hantharwady United FC - Ayeyawady FC - Southern Myanmar United - Manaw Myay FC - Rakhapura United FC - Mawyawadi FC - Nouveau club en MNL |

## Compétition
Le barème utilisé pour établir le classement est le suivant :
- Victoire : 3 points
- Match nul : 1 point
- Défaite : 0 point

### Classement
| Rang | Équipe                  | Pts | J  | G  | N | P  | Bp | Bc | Diff |
| ---- | ----------------------- | --- | -- | -- | - | -- | -- | -- | ---- |
| 1    | Yangon UnitedT          | 60  | 26 | 18 | 6 | 2  | 69 | 17 | +52  |
| 2    | Kanbawza FC             | 59  | 26 | 18 | 5 | 3  | 64 | 25 | +39  |
| 3    | Yadanarbon FC           | 56  | 26 | 16 | 8 | 2  | 57 | 22 | +35  |
| 4    | Zayar Shwe Myay FC      | 51  | 26 | 16 | 3 | 7  | 52 | 26 | +26  |
| 5    | Ayeyawady UnitedC       | 46  | 26 | 13 | 7 | 6  | 45 | 31 | +14  |
| 6    | Magwe FC                | 43  | 26 | 12 | 7 | 7  | 39 | 21 | +18  |
| 7    | Nay Pyi Taw FC          | 42  | 26 | 12 | 6 | 8  | 38 | 25 | +13  |
| 8    | Manaw Myay FC           | 36  | 26 | 10 | 6 | 10 | 32 | 32 | 0    |
| 9    | Okktha United FC        | 34  | 26 | 9  | 7 | 10 | 28 | 30 | -2   |
| 10   | Rakhapura United        | 28  | 26 | 7  | 7 | 12 | 40 | 48 | -8   |
| 11   | Southern Myanmar United | 21  | 26 | 6  | 3 | 17 | 24 | 49 | -25  |
| 12   | Zwekapin United         | 18  | 26 | 5  | 3 | 18 | 16 | 51 | -35  |
| 13   | Mawyawadi FCP           | 8   | 26 | 1  | 5 | 20 | 8  | 74 | -66  |
| 14   | Chin UnitedP            | 6   | 26 | 1  | 3 | 22 | 17 | 78 | -61  |

|  | Qualification pour la Coupe de l'AFC 2013                                         |
|  | Relégation directe en deuxième division                                           |
|  | T : Tenant du titre C : Vainqueur de la Coupe de Birmanie P : Nouveau club en MNL |

## Bilan de la saison
| Championnat de Birmanie de football 2012 |                          |
| Champion                                 | Yangon United (2e titre) |
| Coupes et trophées                       |                          |
| Vainqueur de la Coupe de Birmanie 2012   | Ayeyawady United         |
| Qualifications continentales             |                          |
| Coupe de l'AFC 2013                      | Yangon United            |
| Coupe de l'AFC 2013                      | Ayeyawady United         |
| Promotions et relégations                |                          |
| Promus en Myanmar National League        | Aucun                    |
| Relégués en MNL-2                        | Chin United              |
| Relégués en MNL-2                        | Mawyawadi FC             |